# China Open 2009 - Qualificazioni singolare maschile
Le qualificazioni del singolare maschile del China Open 2009 sono state un torneo di tennis preliminare per accedere alla fase finale della manifestazione. I vincitori dell'ultimo turno sono entrati di diritto nel tabellone principale. In caso di ritiro di uno o più giocatori aventi diritto a questi sono subentrati i lucky loser, ossia i giocatori che hanno perso nell'ultimo turno ma che avevano una classifica più alta rispetto agli altri partecipanti che avevano comunque perso nel turno finale.
Le qualificazioni del torneo China Open  2009 prevedevano 16 partecipanti di cui 4 sono entrati nel tabellone principale.

## Teste di serie
1. Feliciano López (primo turno)
2. Robby Ginepri (Qualificato)
3. Fabio Fognini (Qualificato)
4. Florian Mayer (Qualificato)

1. Michaël Llodra (ultimo turno)
2. Lukáš Dlouhý (primo turno)
3. Sébastien de Chaunac (ultimo turno)
4. Łukasz Kubot (Qualificato)

## Qualificati
1. Łukasz Kubot
2. Robby Ginepri

1. Fabio Fognini
2. Florian Mayer

## Tabellone

### Legenda
| - Q = Qualificato - WC = Wild card - LL = Lucky loser | - ALT = Alternate - SE = Special Exempt - PR = Protected Ranking | - w/o = Walkover - r = Ritirato - d = Squalificato |

### Sezione 1
|  | Primo turno | Primo turno     | Primo turno    | Primo turno | Primo turno |  |  | Ultimo turno | Ultimo turno | Ultimo turno | Ultimo turno | Ultimo turno |  |
|  |             |                 |                |             |             |  |  |              |              |              |              |              |  |
|  |             | Donald Young    | 7              | 3           | 6           |  |  |              |              |              |              |              |  |
|  | 1           | Feliciano López | 64             | 6           | 3           |  |  |              | Donald Young | Donald Young | 2            | 3            |  |
|  | 8           | Łukasz Kubot    | Łukasz Kubot   | 6           | 5           |  |  | 8            | Łukasz Kubot | Łukasz Kubot | 6            | 6            |  |
|  |             | Kamil Capkovic  | Kamil Capkovic | 3           | 1r          |  |  |              |              |              |              |              |  |

### Sezione 2
|  | Primo turno | Primo turno    | Primo turno    | Primo turno | Primo turno |  |  | Ultimo turno | Ultimo turno   | Ultimo turno   | Ultimo turno | Ultimo turno |  |
|  |             |                |                |             |             |  |  |              |                |                |              |              |  |
|  | 2           | Robby Ginepri  | Robby Ginepri  | 6           | 6           |  |  |              |                |                |              |              |  |
|  |             | Zhang Ze       | Zhang Ze       | 4           | 3           |  |  | 2            | Robby Ginepri  | Robby Ginepri  | 6            | 6            |  |
|  | 5           | Michaël Llodra | Michaël Llodra | 6           | 6           |  |  | 5            | Michaël Llodra | Michaël Llodra | 3            | 1            |  |
|  |             | Ivo Klec       | Ivo Klec       | 2           | 1           |  |  |              |                |                |              |              |  |

### Sezione 3
|  | Primo turno | Primo turno    | Primo turno | Primo turno | Primo turno |  |  | Ultimo turno | Ultimo turno  | Ultimo turno  | Ultimo turno | Ultimo turno |  |
|  |             |                |             |             |             |  |  |              |               |               |              |              |  |
|  | 3           | Fabio Fognini  | 6           | 4           | 7           |  |  |              |               |               |              |              |  |
|  |             | Yang Tsung-hua | 2           | 6           | 5           |  |  | 3            | Fabio Fognini | Fabio Fognini | 6            | 6            |  |
|  |             | Lukáš Dlouhý   | 7           | 0           | 7           |  |  |              | Lukáš Dlouhý  | Lukáš Dlouhý  | 3            | 0            |  |
|  | 6           | Brendan Evans  | 6           | 6           | 6(1)        |  |  |              |               |               |              |              |  |

### Sezione 4
|  | Primo turno | Primo turno          | Primo turno          | Primo turno | Primo turno |  |  | Ultimo turno | Ultimo turno         | Ultimo turno         | Ultimo turno         | Ultimo turno |  |
|  |             |                      |                      |             |             |  |  |              |                      |                      |                      |              |  |
|  | 4           | Florian Mayer        | Florian Mayer        | 7           | 6           |  |  |              |                      |                      |                      |              |  |
|  |             | Michael Yani         | Michael Yani         | 6(1)        | 4           |  |  | 4            | Florian Mayer        | Florian Mayer        | Florian Mayer        | 4            |  |
|  | 7           | Sébastien de Chaunac | Sébastien de Chaunac | 6           | 7           |  |  | 7            | Sébastien de Chaunac | Sébastien de Chaunac | Sébastien de Chaunac | 1r           |  |
|  |             | Zeng Shaoxuan        | Zeng Shaoxuan        | 1           | 63          |  |  |              |                      |                      |                      |              |  |